# Düsseldorf Gallery

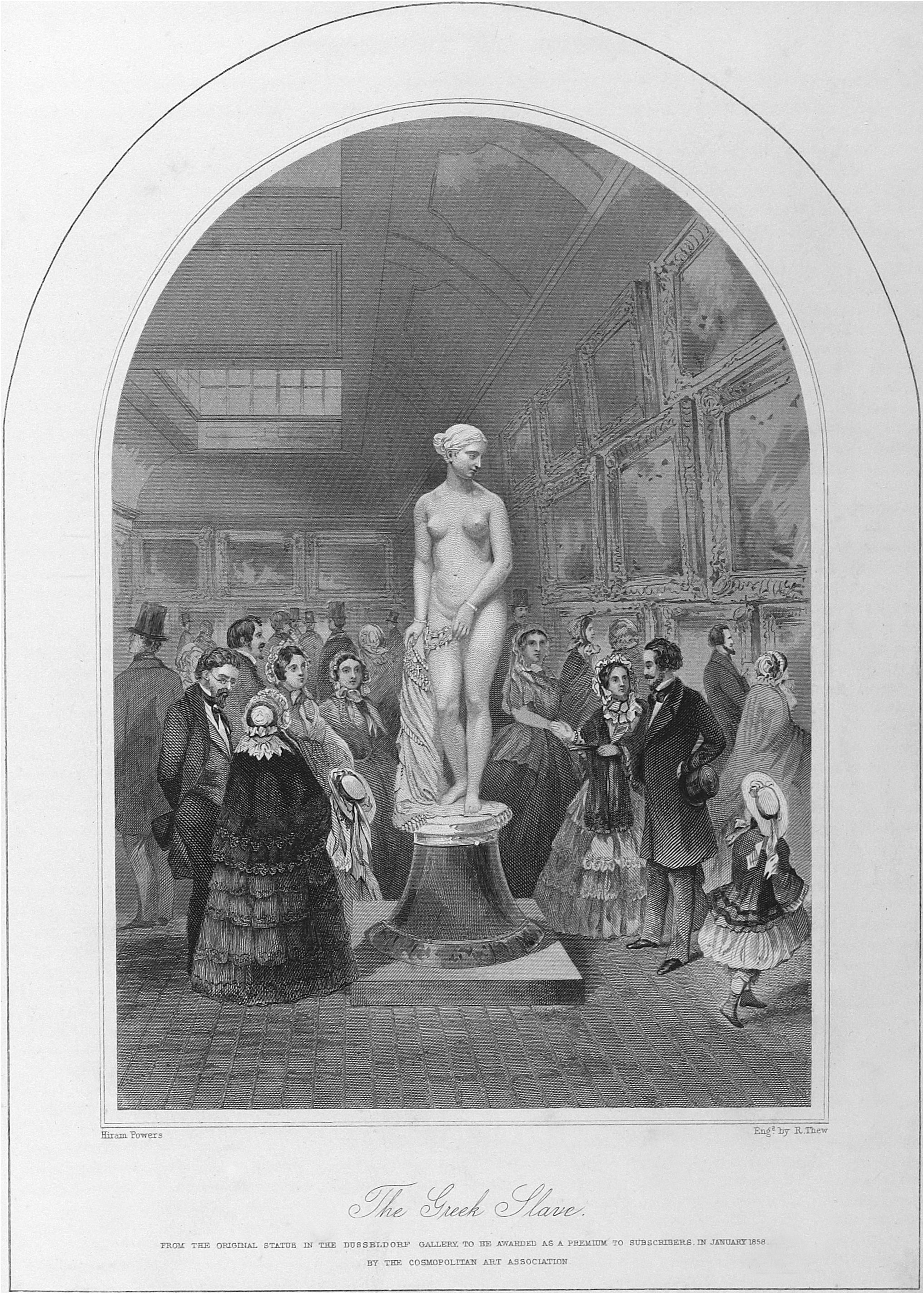
Ausstellung von Hiram Powers’ Skulptur „Griechische Sklavin“ in der Düsseldorf Gallery, Kupferstich von Robert Thew, um 1858 – Die Skulptur war Ende 1857 der Hauptgewinn einer Lotterie der Cosmopolitan Art Association, die 1857 die Düsseldorf Gallery samt ihren Bildern übernommen hatte.

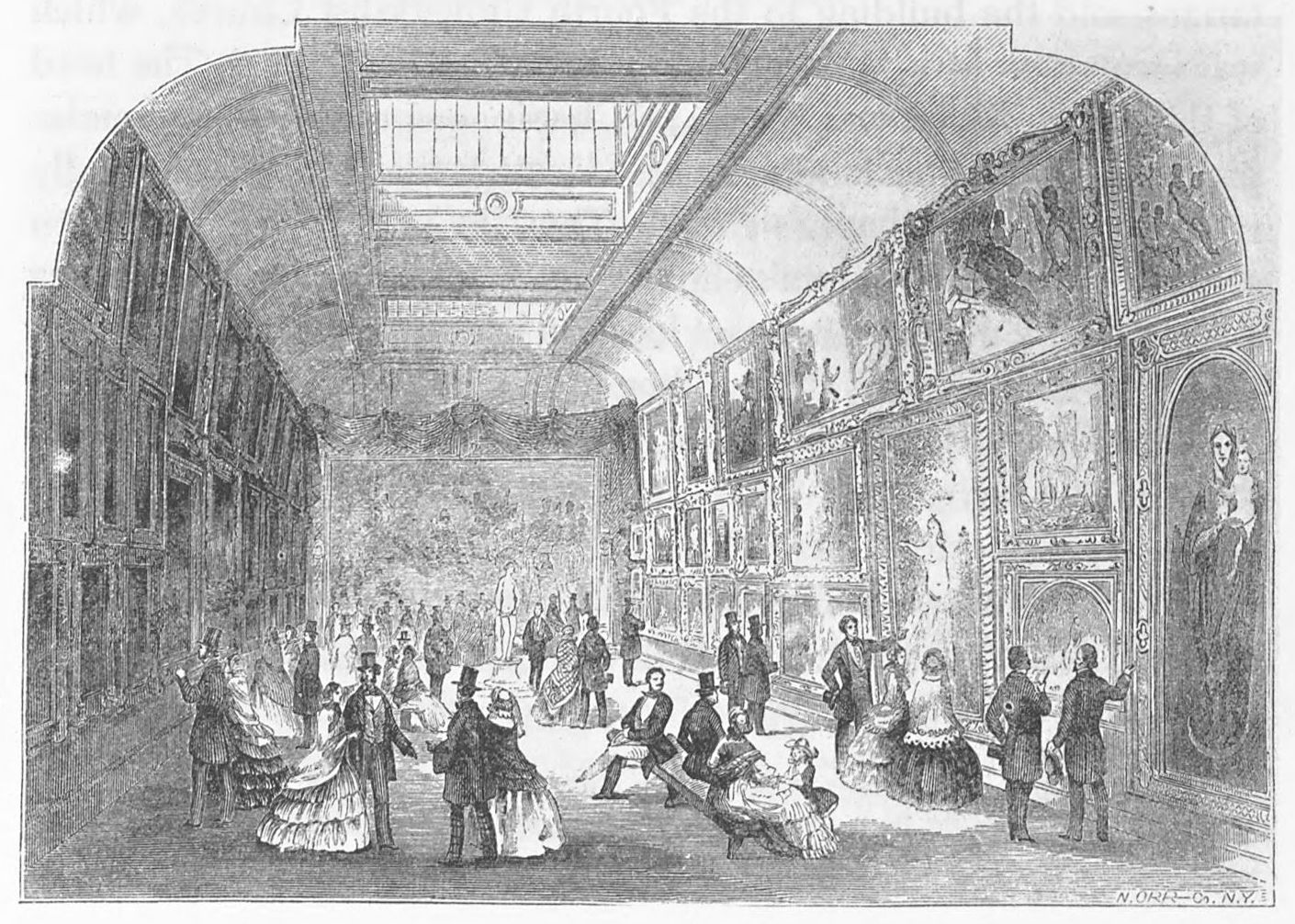
Düsseldorf Gallery in den Jahren 1857/1858, Holzstich von Nathaniel Orr

Die Düsseldorf Gallery war eine Galerie am Broadway in New York City und im Boston Athenæum. Sie bestand von 1849 bis 1861 und diente der Ausstellung und dem Verkauf von Bildern der Düsseldorfer Malerschule in den Vereinigten Staaten. Als feststehende Institution nahm sie einen zentralen Platz in der Kunstmetropole New York ein. Möglicherweise war sie die erste Kunstgalerie dieser Stadt überhaupt. Ihr Name deckt sich im Englischen mit dem der historischen Gemäldegalerie Düsseldorf.

## Geschichte
Am 18. April 1849 eröffnete der aus Vieringhausen bei Remscheid gebürtige Deutschamerikaner Johann Gottfried Böker (auch John Godfrey Boeker, 1794/1795–1860), ein Wein- und Spirituosenhändler aus New York City, der zeitweise als US-amerikanischer Konsul in Elberfeld (für die Rheinprovinz und Westfalen) sowie als US-amerikanischer Generalkonsul in Basel (für die Schweiz) gewirkt hatte, im Haus am Broadway Nr. 548 eine Halle für Kunsthandel. Die Halle lag am Broadway-Abschnitt zwischen den Querstraßen Spring Street und Prince Street, „über der Church of the Divine Unity, einem umgewandelten neugotischen Gebäude, das die Unitarier-Kongregation 1845 errichtet hatte“. Die Öffnungszeiten der Galerie lagen gewöhnlich zwischen 10 Uhr vormittags und 10 Uhr abends. In ihr waren rund 150 Werke der Düsseldorfer Malerschule ausgestellt, die Böker – seit 1829 Mitglied des Kunstvereins für die Rheinlande und Westfalen, seit 1846 dessen Ausschussmitglied – privat gesammelt hatte. Um eine angemessene Beleuchtung in den Abendstunden sicherzustellen, ließ Böker eine Gasbeleuchtung installieren, eine Innovation, die angeblich kein anderer Händler der Stadt zuvor eingesetzt hatte. Als Eintrittsgeld zahlte ein Besucher einen Vierteldollar. Zu Bökers über zwanzig Jahre angelegter Bilderkollektion, von der später behauptet wurde, dass ihr Erwerb ihm eine Summe von 230.000 $ gekostet haben soll, kamen jährlich einige Bilder hinzu, während einzelne Bilderverkäufe die Sammlung wieder verringerten. Von April bis Dezember 1852 wechselte Bökers Galerie nach Boston, wo er Räume im Athenæum angemietet hatte. 1854 zog die Galerie in das Gebäude am Broadway Nr. 497 um, den Sitz der ab 1852 sich auflösenden American Art-Union. Als das Geschäft nicht mehr besonders gut lief und finanzielle Schwierigkeiten durch die Wirtschaftskrise von 1857 anwuchsen, verkaufte er den gesamten Galeriebestand im Jahr 1857 an die Cosmopolitan Art Association in Sandusky (Ohio) für 180.000 $. Dieses Unternehmen veräußerte Bökers Sammlung großenteils und führte das Gebäude der Düsseldorf Gallery als Eastern Gallery fort. 1859 wurde eine Düsseldorf Gallery wieder als selbständige Einrichtung erwähnt. Durch die Einbeziehung amerikanischer Werke und die Jarves Collection of Old Masters and the Italian School im Jahr 1860 änderte sich schließlich die ursprüngliche Ausstellungskonzeption. Auch der Ort der Sammlung änderte sich erneut. Zusammen mit den anderen Attraktionen wurde sie vom Institute of Fine Arts am Broadway Nr. 625 beworben. 1861 beendete der Ausbruch des Sezessionskrieges auch den Betrieb der letzten Ausstellung der Sammlung. Am 18. Dezember 1862 wurde die Sammlung der Düsseldorf Gallery, die am Ende noch 107 Bilder umfasste, auf einer Auktion versteigert. Dabei soll sie einen Gesamterlös von 45.000 $ erbracht haben.

## Bökers Ausstellung

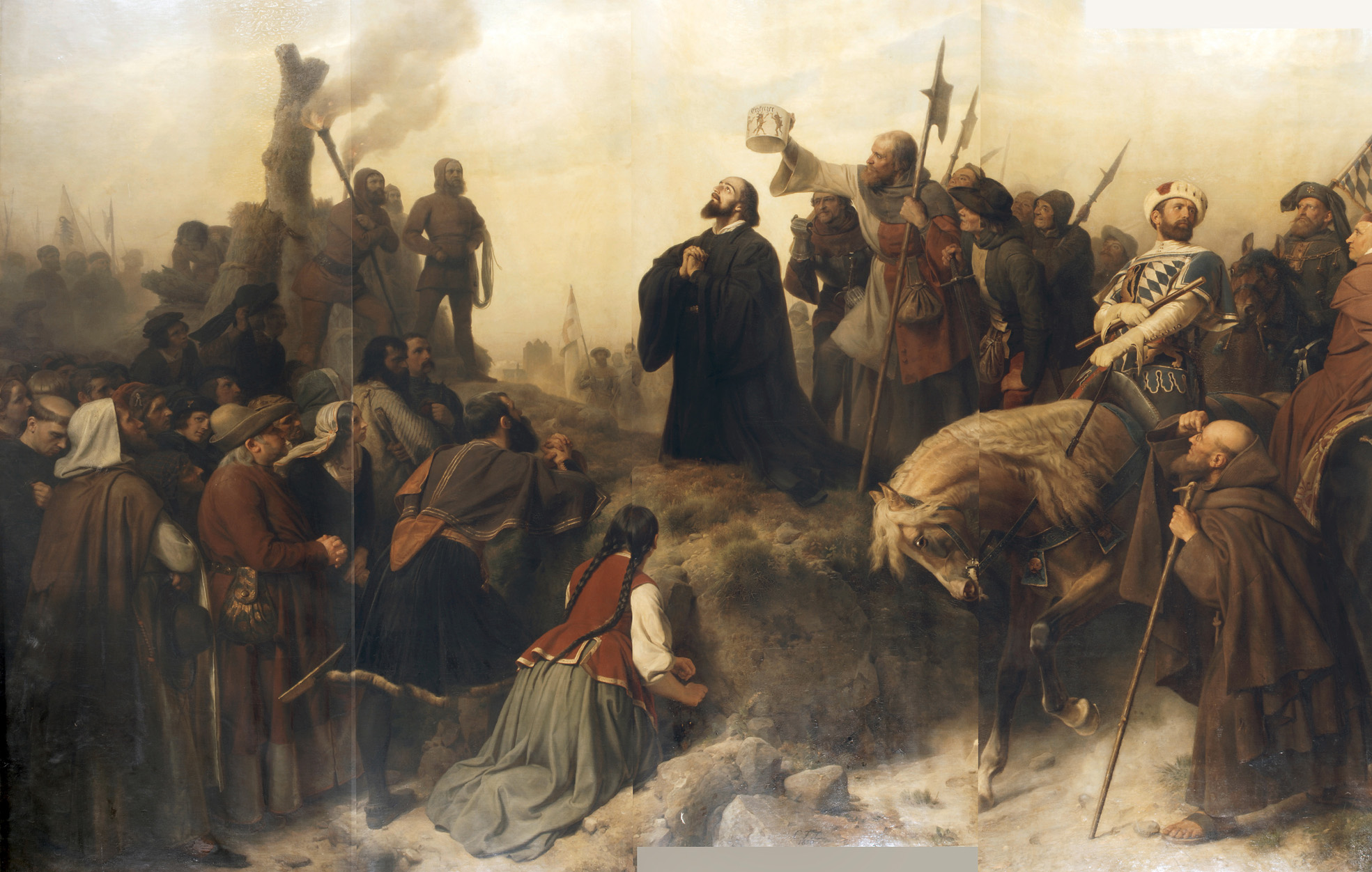
Johann Hus vor dem Scheiterhaufen, 1850, Gemälde von Carl Friedrich Lessing

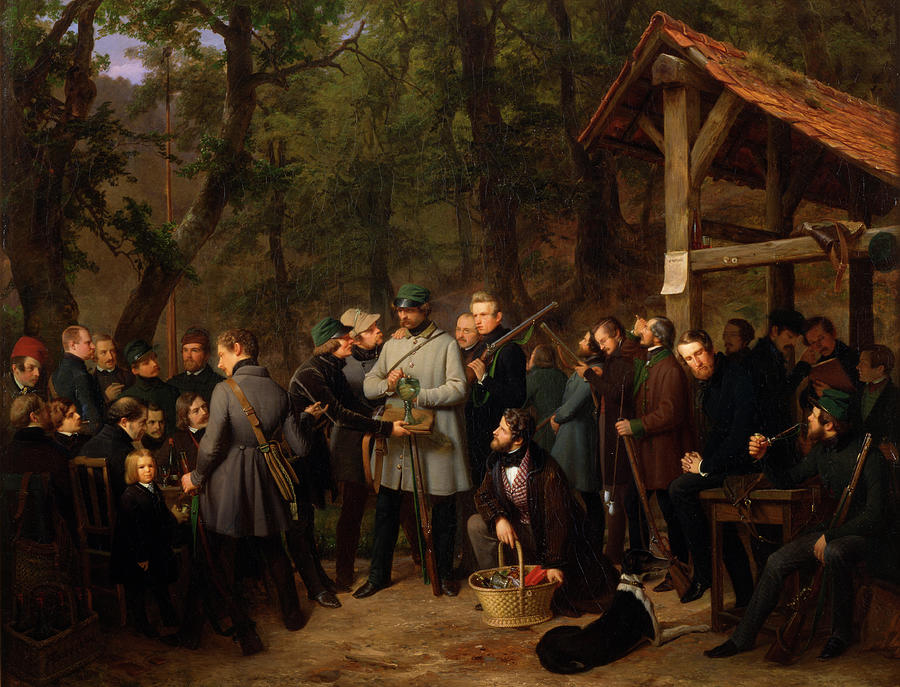
Das Vogelschießen der Düsseldorfer Künstler im Grafenberger Wald, 1844, Gemälde von Friedrich Boser und Carl Friedrich Lessing

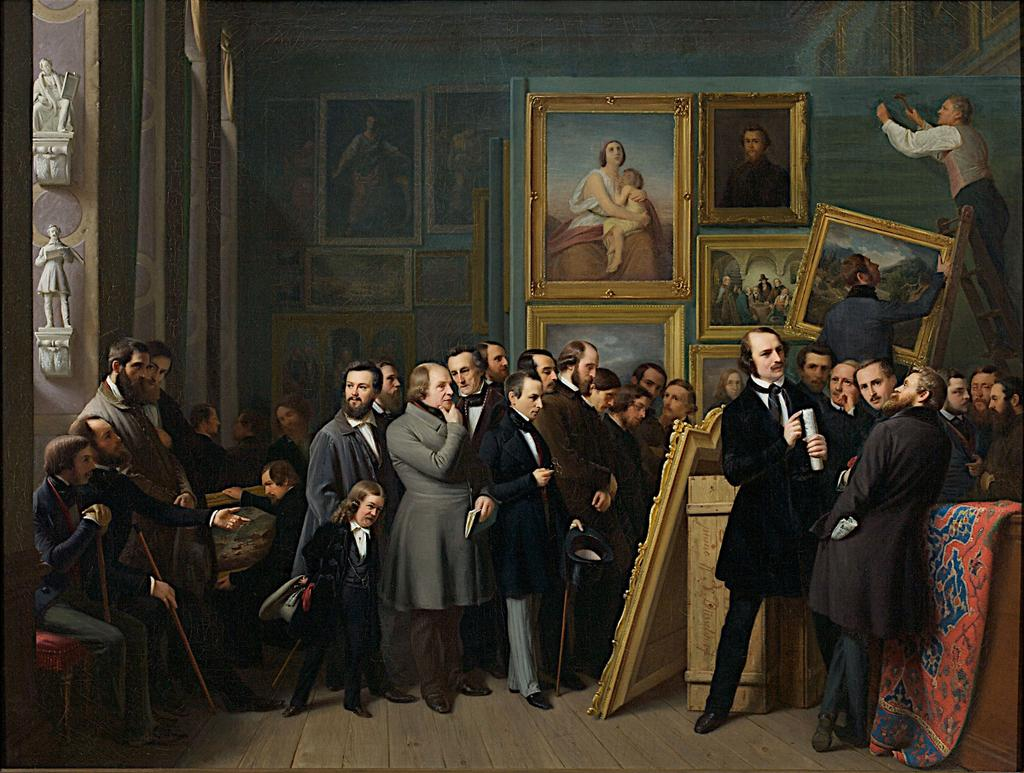
Die Bilderschau der Düsseldorfer Künstler im Galeriesaal, Friedrich Boser, 1844, ausgestellt in der Düsseldorf Gallery im Jahr 1850

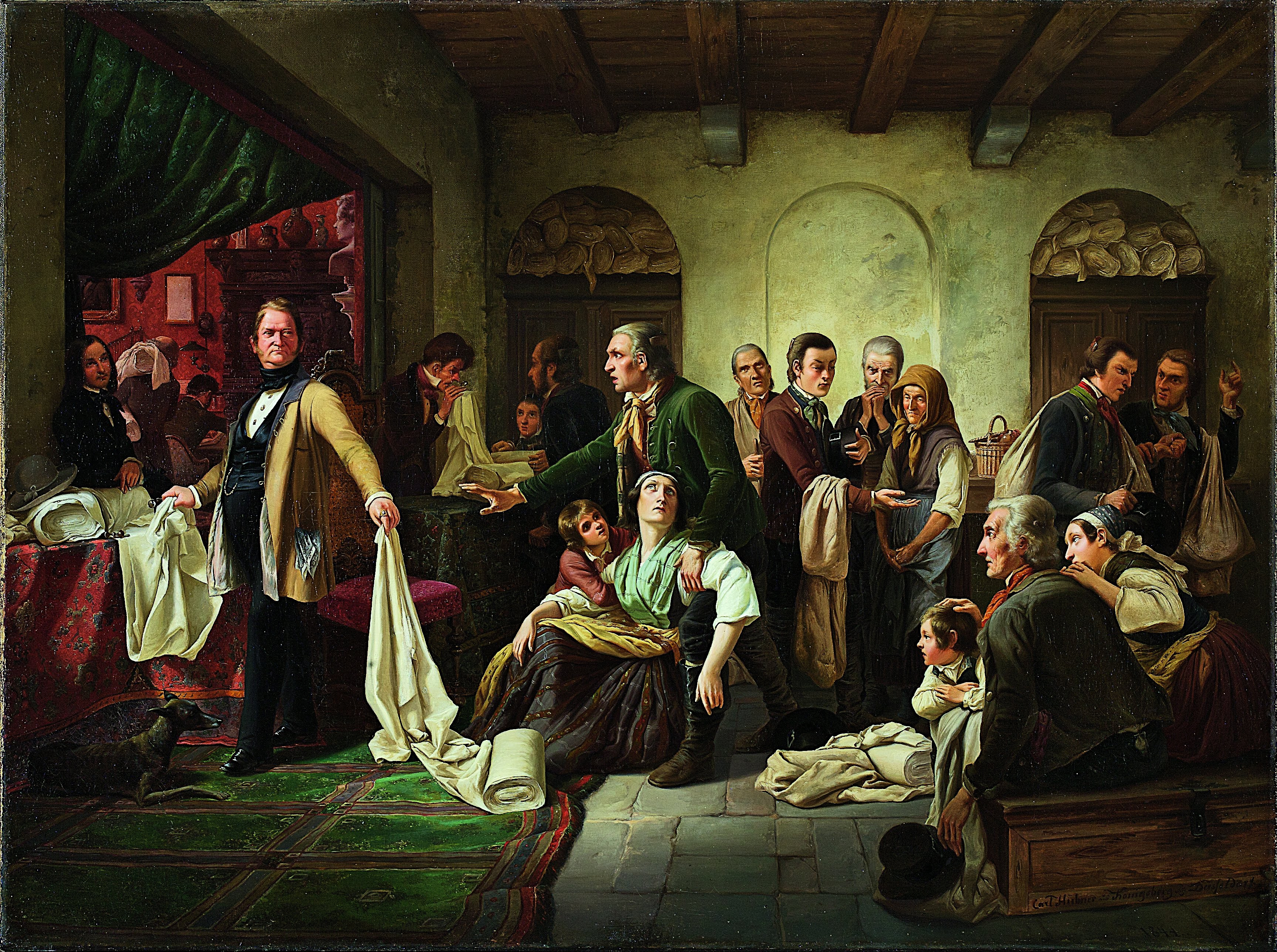
Die schlesischen Weber, Gemälde von Carl Wilhelm Hübner, 1844, ausgestellt 1851 und 1855

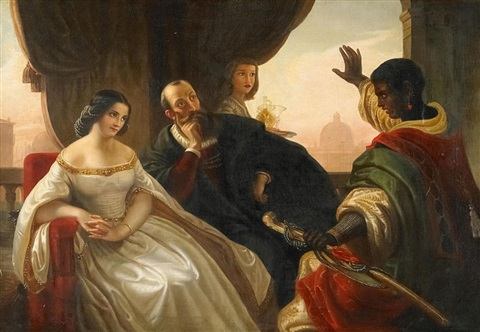
Othello und Desdemona, Gemälde von Theodor Hildebrandt, 1847

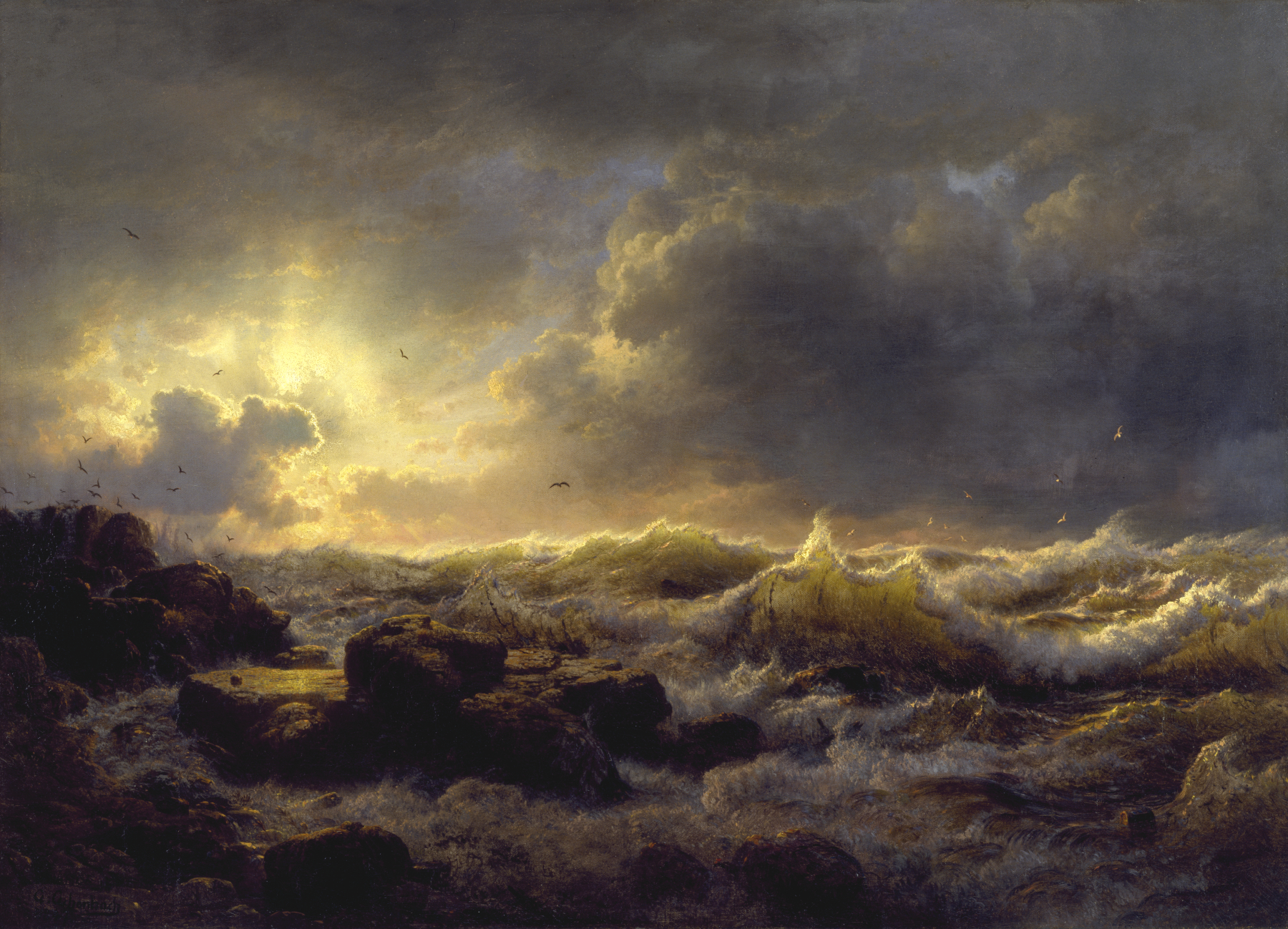
Sturm an der Küste Siziliens, Gemälde von Andreas Achenbach, 1847

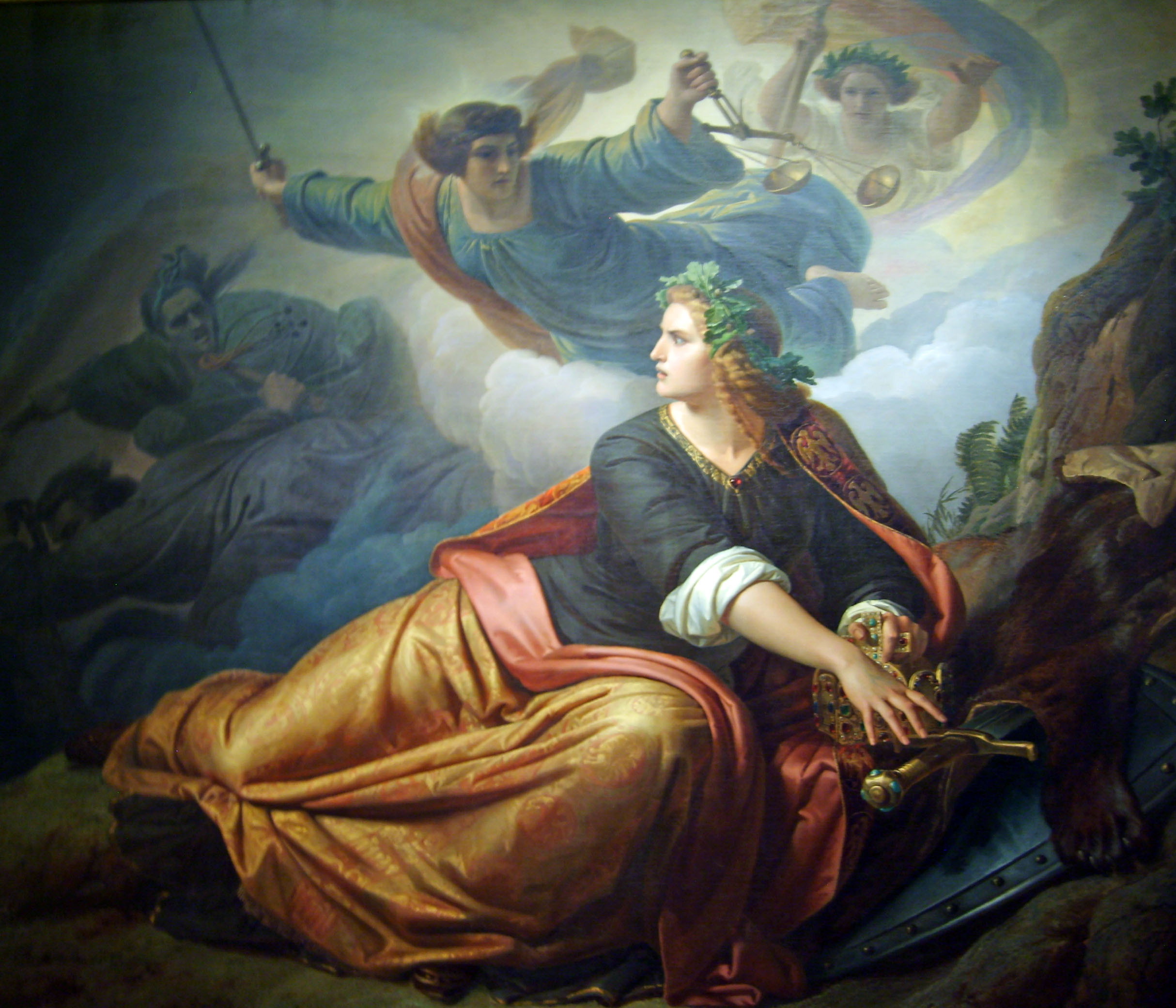
Erwachende Germania, Gemälde von Christian Köhler, 1849

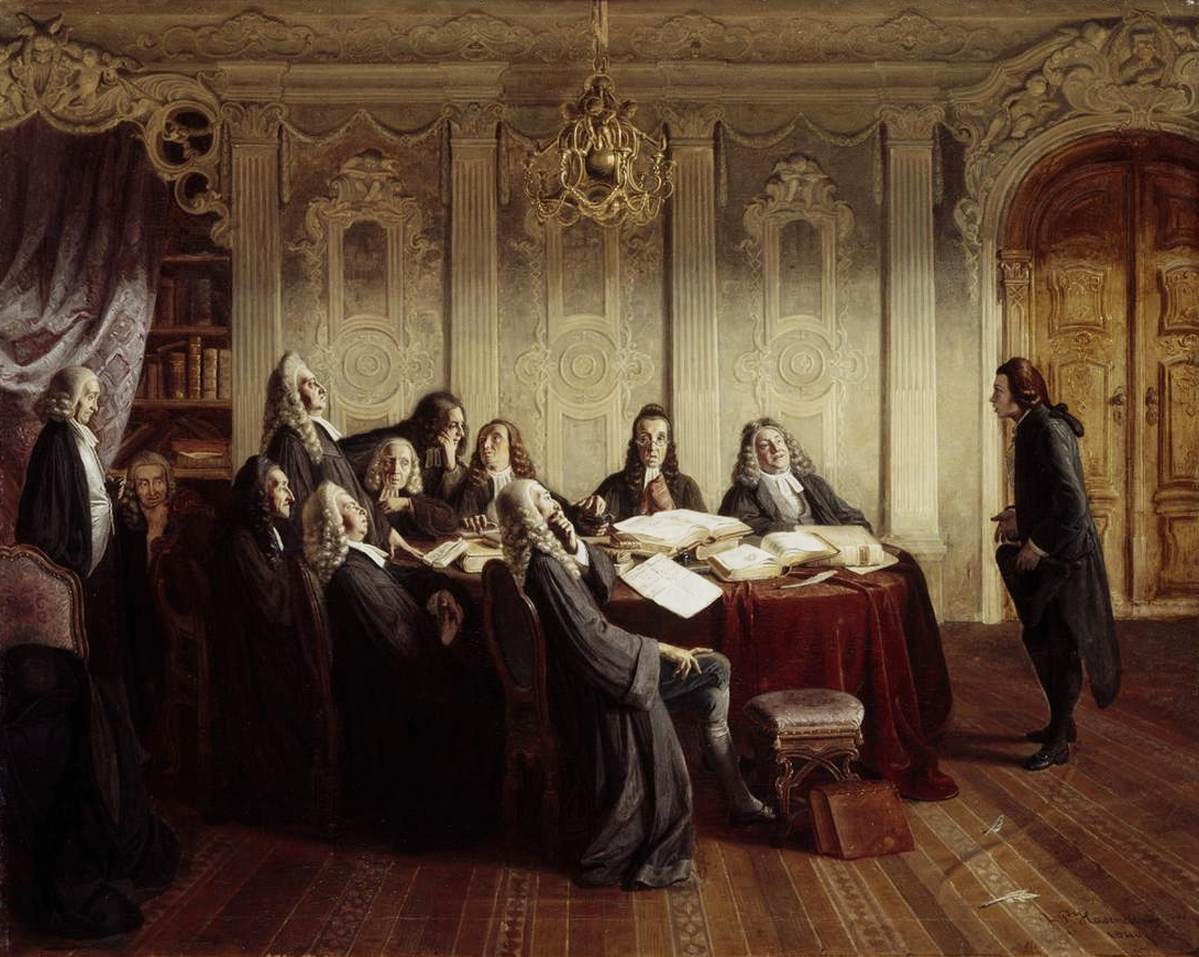
Hieronymus Jobs im Examen, Gemälde von Johann Peter Hasenclever, 1840er Jahre

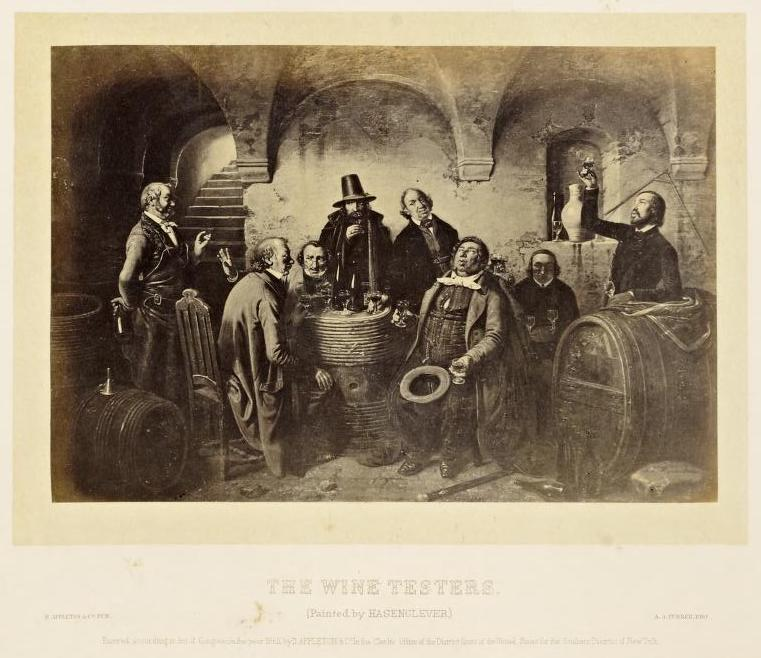
Die Weinprobe, Gemälde von Johann Peter Hasenclever (hier: Lithografie, Buchillustration von 1863)

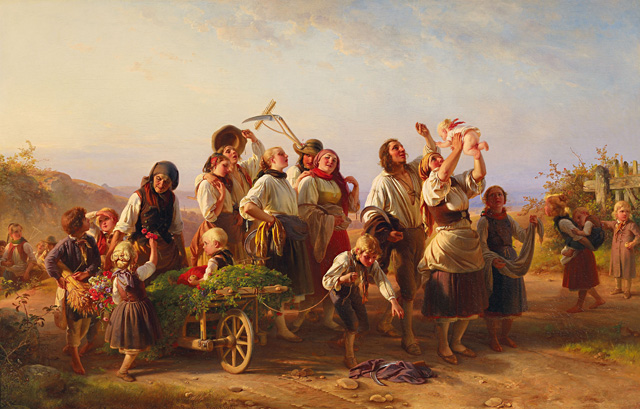
Heimkehrende Schnitter, Gemälde von Jakob Becker

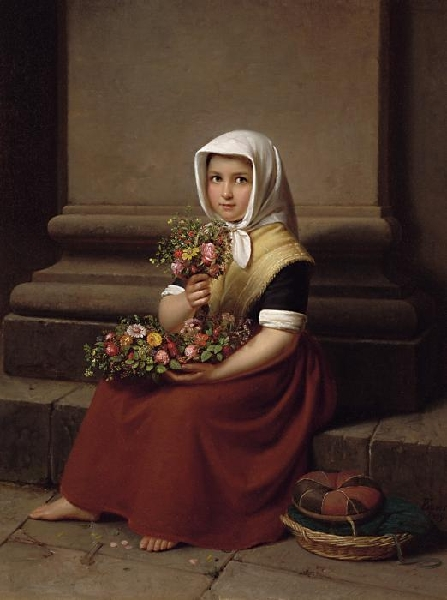
Blumenmädchen, Gemälde von Friedrich Boser

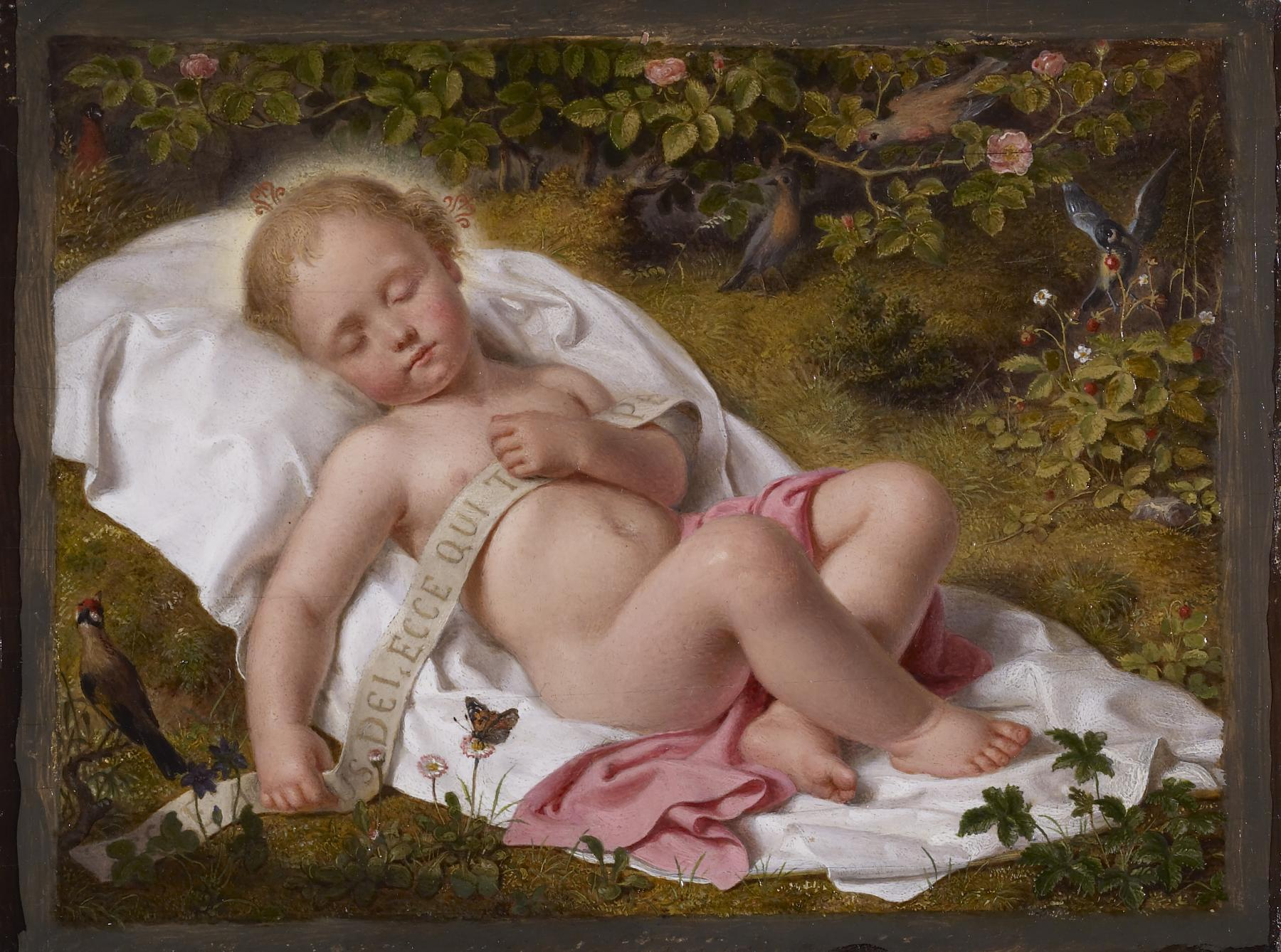
Das Christkind, Gemälde von Andreas Müller, heute Walters Art Museum

Die ursprüngliche Ausstellung umfasste im Wesentlichen Bilder seiner eigenen Sammlung, die Böker vor den Ereignissen der Deutschen Revolution 1848/1849 nach New York überführt hatte, darunter Das Vogelschießen der Düsseldorfer Künstler im Grafenberger Wald (1844), ein Gemeinschaftsbild von Friedrich Boser und Carl Friedrich Lessing. Im Mai 1849 ersuchte er die Gemäldesammlung Düsseldorf vergeblich um Überlassung der Bilder Der Hardangerfjord (Andreas Achenbach, 1843), Die Andacht der Haugianer (Adolph Tidemand, 1848) und Die Belagerung (Carl Friedrich Lessing, 1848). 1850 erweiterte er seine Sammlung um 15 Ölgemälde und etwa 35 Zeichnungen, 1851 um 17 Neuerwerbungen, hauptsächlich Landschaften, außerdem das Historienbild Johann Hus vor dem Scheiterhaufen 1415 (Carl Friedrich Lessing, 1850), das ein vielbeachtetes Hauptwerk der Ausstellung darstellte. Hohe Zollauflagen führten dazu, dass Böker im Jahr 1851 an die Düsseldorfer Künstler appellierte, ihre Werke nicht mehr nach Amerika zu schicken. Daher blieb die Galerie in der Folgezeit vor allem eine ständige Sammlung.
Einige Künstler waren in der Ausstellung mehrfach vertreten, Carl Wilhelm Hübner und Johann Peter Hasenclever mit jeweils sieben Werken, darunter Die Weinprobe, Andreas Achenbach mit vier Landschaften und sechs Zeichnungen, unter anderem mit dem Sturm an der Küste Siziliens, Theodor Hildebrandt mit fünf Werken, davon zwei Versionen von Orthello und Desdemona, Carl Friedrich Lessing mit vier Bildern, Hans Fredrik Gude mit vier Landschaften und Wilhelm Camphausen mit vier Historiengemälden. Von Emanuel Leutze waren in der Düsseldorf Gallery zwei Leihgaben aus amerikanischem Privatbesitz ausgestellt, der Puritaner, der seine Tochter vor einem Madonnenbild überrascht und Heinrich VIII. und Anna Boleyn im Park. Auch Christian Köhlers Erwachende Germania fand ihren Weg in Bökers Ausstellung. Dort avancierte sie zu eines der am meisten bewunderten und einflussreichsten Gemälde in der Geschichte der Galerie. Weitere Künstler, die in der Düsseldorf Gallery bis 1851 vertreten waren, sind Oswald Achenbach, Jakob Becker, Clemens Bewer, Gustav Jacob Canton, Carl Clasen, Lorenz Clasen, Carl Ferdinand Dahl, Ernst Deger, Jakob Fürchtegott Dielmann, Carl Gottfried Eybe, Otto Grashof, Eugene von Guerard, Carl Hilgers, Elisabeth Jerichau-Baumann, Rudolf Jordan, Wilhelm Klein, Siegmund Lachenwitz, Julius Lange, Jakob Lehnen, August Leu, Friedrich August de Leuw, Johann Wilhelm Lindlar, Simon Meister, Theodor Mintrop, Andreas Müller, Karl Müller, George Jacobus Johannes van Os, Hermann Plüddemann, Eduard Wilhelm Pose, Johann Wilhelm Preyer, Gottfried Pulian, Georg Saal, Caspar Scheuren, Johann Wilhelm Schirmer, Adolph Schroedter, Arnold Schulten, Friedrich Simmler, Karl Ferdinand Sohn, Johann Baptist Sonderland, Eduard Steinbrück, Hermann Steinfurth, Adolph Tidemand, Wilhelm Volkhart, August Weber und Edmund Wodick.

## Rezeption
Die Eröffnung der Galerie war ein Erfolg. Die New York Weekly Evening Post lobte, dass es dort „kein einziges Bild gäbe, welches nicht ein Verdienst erworben“ hätte. Das Home Journal schrieb: „Die Düsseldorfer Kollektion ist von ungewöhnlicher Großartigkeit auf dem Gebiet der Kunst. Denn sie ist die plötzliche und unvorbereitete Entdeckung einer ganzen Malerschule, von deren Existenz wir bisher nur wenig oder gar nichts wußten.“ Die Zeitschrift The Fine Arts gab die Einschätzung ab, dass dieser deutschen Malerschule wegen ihrer formalen Perfektion, der Sicherheit in der Komposition, der Größe des Bildgedankens und schließlich auch der Fähigkeit der Künstler zur Gemeinschaft der Vorzug vor der französischen und englischen Malerei gebühre. Das Bulletin of the American Art Union nannte die Ausstellung „eine der erfreulichsten und instruktivsten Sammlungen, die je in den Vereinigten Staaten zu sehen waren.“ Die Düsseldorf Gallery werde damit zu einem Moment für junge US-amerikanische Künstler statt an den Tiber zur Ausbildung an den Rhein zu gehen.
Da sich die Galerie wegen der von Stellwänden abgeschirmten Bereiche auch als heimlicher Treffpunkt für Liebespärchen eignete, hieß ihr Spitzname bald „the Lovers’ Tryst“ („das Liebesstelldichein“). Der Künstler Elihu Vedder meinte ironisch, dass dieser ihn von der Kunst ablenkende Umstand es erkläre, warum er nicht stärker von der Düsseldorfer Malerschule beeinflusst worden sei. Obwohl in den Jahren zwischen 1840 und 1860 mindestens vierzig US-Amerikaner in Düsseldorf Malerei studierten, war die Düsseldorf Gallery unter New Yorks Künstlern wohl nicht sonderlich beliebt. Worthington Whittredge, selbst ein Maler der Düsseldorfer Schule, später einige Jahre Präsident der National Academy of Design, fand, dass die Kunstkritik viele der dort ausgestellten Werke schon bald wegen ihres „harten“ deutschen Stils und ihrer Farblosigkeit, ihres Ateliertons, zu Recht bemängelte. Als der Kunstkritiker und Maler John Durand (1822–1908), der Sohn des Hudson-River-School-Malers Asher Brown Durand, 1894 auf die Wirkungen der Galerie auf die Vereinigten Staaten zurückblickte, meinte er, dass man sagen könne, zur Zeit der Gründung der Düsseldorf Gallery sei eine Verfinsterung amerikanischer Kunst („eclipse of American art“) eingetreten. Die Düsseldorfer Schule habe kein Prestige gehabt und das Publikum der Galerie sei weder intellektuell noch finanziell auf sie vorbereitet gewesen. Einige hätten gar geglaubt, der Eigentümer der Galerie oder der Urheber ihrer Bilder wäre ein „Mr. Dusseldorf“ gewesen. Alles, was sie „für uns“ bedeutete, sei das Erscheinen ausländischer Kunst in großer Menge gewesen. Diese Aussage darauf hin, dass aus der Sicht Durands der US-amerikanische Kunstmarkt in der Mitte des 19. Jahrhunderts durch europäische Kunst, insbesondere solcher aus Düsseldorf, zum Nachteil einheimischer Künstler „überschwemmt“ worden sei.